# سرنوشت‌باوری
سرنوشت‌باوری یا تقدیرگرایی در قلمرو فلسفه آموزه‌ای است که براساس آن تمام رویدادها و اعمال در انقیاد و استیلای تقدیر یا سرنوشت قرار دارند.
در این گرایش ارادهٔ آزاد (اختیار) نقشی ندارد. براساس سرنوشت‌باوری تاریخ تنها در یک روال ممکن و از پیش تعیین شده حرکت می‌کند و کردارها همواره به یک پایان اجتناب ناپذیر و همیشگی می‌انجامد، از این‌رو پذیرش این حتمیّت یا گریزناپذیری از مقاومت در برابر آن مناسب‌تر است.
دیدگاه سرنوشت‌باور، از قانون همه یا هیچ پیروی نمی‌کند و به درجات و اشکال مختلف و متفاوت وجود دارد.

## تاریخچه
سرنوشت‌باوری از مسایل دیرینه‌ای است که در بسیاری تمدن‌ها به‌صورت یک مسئله بارز مطرح بوده و علاقه نوع انسان‌ها به سوی آن کشیده شده است.

## تفاوت با جبرگرایی
ازلحاظ فلسفی سرنوشت‌باوری با مفاهیمی مانند جبرگرایی، شکست‌باوری و قضا و قدر تفاوت دارد.
جبرباوری (جبرگرایی)
دراین جا تنها درمقایسهٔ جبر باوری و سرنوشت‌باوری باید گفت از دید جبر باوران آینده از پیش تعیین شده است ولی اعمال آدمی به عنوان بخشی از علیّت آینده برآن مؤثرند. به عبارت دیگر آنان معتقدند که آینده به خاطر اصل علیت مطلق تثبیت شده است حال آن که تقدیرگرایان بدون توجه به علیّت آینده را محتوم و گریزناپذیر می‌دانند؛ بنابراین برمبنای جبرگرایی اگر گذشته متفاوت باشد، حال و آینده نیز تفاوت خواهند داشت؛ ولی از نظر تقدیرگرایان چنین بحثی اصلاً مطرح نیست زیرا گذشته‌ای جز آنچه روی داده نمی‌توانسته وجود داشته باشد. علاوه برآن در دیدگاه جبر باوران برخلاف سرنوشت‌باوران تسلیم در برابر سرنوشت مورد تأکید قرار نمی‌گیرد.

## برهان
سرنوشت‌باوری در فلسفه براساس برهان باطل و جدل منطقی مورد بحث قرار می‌گیرد. در برهان باطل چنین استدلال می‌شود که اگر در مورد یک بیماری تقدیر بهبودی از آن باشد بهبودی رخ خواهد داد چه به پزشک مراجعه شود و چه نشود. اگر تقدیر عدم بهبود باشد درصورت مراجعه به پزشک نیز بهبودی رخ نخواهد داد؛ بنابراین بهبودی یا عدم بهبودی از پیش مقدّر است. دراین برهان تقدیرگرایی از جنبه معلولی مورد توجه قرار می‌گیرد و جنبهٔ علّی آن مغفول می‌ماند. هرچند برخی از اصحاب این اندیشه به این جنبه نیز می‌پردازند و به عنوان مثال می‌گویند مراجعه یا عدم مراجعه به پزشک نیز از پیش مقدر شده است.

## جامعه‌شناسی
سرنوشت‌باوری از لحاظ اجتماعی جوامع را با نوعی دوگانگی ساختاری و محتوایی روبه‌رو می‌کند زیرا از تلفیق و یکپارچگی تقدیرگرایان و بالاخص جماعت محروم با نظام اجتماعی جلوگیری می‌کند. در حقیقت تقدیرگرایی نگرشی است که مانع ترکیب جماعات محروم با جهان مدرن و تداوم فلاکت و ناتوانی اجتماعی آن‌ها می‌شود؛ به‌خصوص در کشورهایی که میراث‌خوار استعمار هستند. تکیه و تأکید جماعت‌های تقدیرگرا بر فرهنگ‌های بومی ریشه گسست فرهنگی و هنجاری فرد محروم است که او را از نگرش لازم برای رویارویی مناسب با مطالبات یک جامعه مدرن بی‌بهره می‌کند.
تفسیر رایج و عوامانه این است که دست تقدیر به عنوان یک عامل نامریی و مرموز، گریبان هر انسانی را گرفته و از بدو تولد تا لحظه مرگ او را به همان جهتی که می‌خواهد هدایت می‌کند و انسان خواه ناخواه، همان مسیر را طی کرده و هیچ‌گونه حق انتخاب ندارد.

### ادبیات فارسی
ضرب‌المثل‌هایی از قبیل «هرچه باداباد»، «هرچه پیش آید خوش آید»، «این نیز بگذرد» یا «تقدیر چو سابق است تدبیر چه سود؟» و «تقدیر برابر با ترک تدبیر است» یا «کسی که ترک تدبیر کند به تقدیر راضی شود» و نظایر آن دیده می‌شوند.
نظامی می‌گوید:
| حسابی برگرفت از روی تدبیر |  | نبود آگه ز بازی‌های تقدیر |

## در الهیات
قضا و قدر در الهیات بحث این است که حوادث جهان تا چه اندازه به خواست و قانون ثابت خدا هستند و تا چه اندازه به اختیار موجودات به ویژه اختیار انسان.